# Leichtathletik-Weltmeisterschaften 2015/Teilnehmer (Seychellen)
| Gelbes Symbol für Goldmedaillen mit stilisierten Olympischen Ringen | Graues Symbol für Silbermedaillen mit stilisierten Olympischen Ringen | Braundes Symbol für Bronzemedaillen mit stilisierten Olympischen Ringen |
| ------------------------------------------------------------------- | --------------------------------------------------------------------- | ----------------------------------------------------------------------- |
| —                                                                   | —                                                                     | —                                                                       |

Der Leichtathletikverband der Seychellen nominierte eine Athletin für die Leichtathletik-Weltmeisterschaften 2015 in der chinesischen Hauptstadt Peking.

## Ergebnisse

### Frauen

#### Sprung/Wurf
| Athletin      | Disziplin  | Qualifikation | Qualifikation | Finale             | Finale             |
| Athletin      | Disziplin  | Weite/Höhe    | Platz         | Weite/Höhe         | Platz              |
| ------------- | ---------- | ------------- | ------------- | ------------------ | ------------------ |
| Lissa Labiche | Hochsprung | 1,89 m        | 21            | nicht qualifiziert | nicht qualifiziert |